# 소노다촌 (효고현)
소노다촌(일본어: 園田村)은 일본 효고현 최동단, 가와베군에 속해있던 촌이다. 현재의 고베시 기타구 야마다정에 해당한다. 

## 역사
- 1889년 4월 1일 - 정촌제 시행에 수반해 가와베군 소노다촌이 성립하였다.
- 1947년 3월 1일 - 아마가사키시에 편입해, 동일 소노다촌은 폐지되었다.

## 교통

### 철도
- 고베전기철도
  - 아리마선

## 참고문헌
- 福原潜次郎『山田村郷土史』山田郷土史編纂委員会〈復刻版〉、1976年。
- 橋本行史「地方創生視点から見る近代山田村形成史 : 『山田村郷土誌』を中心として」『政策創造研究』第15巻、関西大学政策創造学部、2021年3月、1-30頁、doi:10.32286/00022950、hdl:10112/00022950、ISSN 1882-7330、NAID 120007004597。